# Dave Suzuki
Dave Suzuki, nacido Suzuki Deibu (Las Vegas, 8 de febrero de 1972), es un guitarrista, bajista, baterista y letrista de death metal, procedente de Las Vegas Nevada. Es conocido por su trabajo en Vital Remains y en Deicide. Dave es reconocido por su gran habilidad y técnica en la guitarra, principalmente por sus veloces solos, por sus Blast Beats (un gran ejemplo es la canción "Infidel", del álbum "Dechristianize"), y por sus letras, con gran contenido antirreligioso.
Él es uno de los más rápidos bateristas en la escena del death metal actual. Su trabajo se puede escuchar en los álbumes "Forever Underground" (1997), "Dawn of the Apocalypse" (2000), "Dechristianize" (2003), y su último lanzamiento "Icons of Evil" (2007). Recientemente la banda lanzó un DVD llamado "Evil Death Live", filmado en el "Festival Metalmania", en Katowice, Polonia, el DVD contiene el concierto de poco menos de una hora de duración, además de una entrevista con Suzuki. También aparece en el DVD de la banda Deicide, "When London Burns", donde Suzuki reemplaza a los hermanos Hoffman, después de su salida de la banda.
El 29 de marzo de 2008, Vital Remains anunció que continuaría con su gira sin Dave, a partir de entonces, el músico dejó la banda.
Dave actualmente utiliza una guitarra B.C. Rich I.T. Jr. V.

## Discografía
Con Vital Remains
- Forever Underground (1997)
- Dawn of the Apocalypse (2000)
- Dechristianize (2003)
- Icons of Evil (2007)

Como invitado
- Deicide - en vivo (2004)
- Rise - Pentagramnation - Solo de guitarra en la canción "Opus Requiem" (2009)